# Loxographe
Loxographe là một chi bướm đêm thuộc họ Geometridae.